# 優利系統
Unisys是一家位于美国宾夕法尼亚州Blue Bell的全球信息技术公司，提供IT服务，软件和技术解决方案。